# Combate de San Nicolás
El Combate de San Nicolás, que tuvo lugar frente a esa localidad el 2 de marzo de 1811, fue un enfrentamiento naval librado en el río Paraná entre fuerzas sutiles españolas del apostadero de Montevideo y la primera flotilla creada por la Junta de gobierno de las Provincias Unidas del Río de la Plata. Fue una acción naval que culminó con la destrucción de la flotilla de la Junta y con la posibilidad de aliviar el aislamiento logístico y táctico del ejército que realizaba la expedición al Paraguay. Cinco días después, la Junta ordenó al ejército dar por terminada la campaña y abandonar la provincia del Paraguay rumbo a la Banda Oriental.

## Antecedentes
El 25 de mayo de 1810 se constituyó en Buenos Aires una Junta que asumió el gobierno  en nombre de Fernando VII, ya que la resistencia en España contra las fuerzas napoleónicas solo subsistía en la bahía de Cádiz. La pretensión hegemónica de la junta de Buenos Aires sobre el resto del virreinato generó la oposición de las autoridades de Montevideo. En esa ciudad tenía su asiento el Apostadero Naval de Montevideo creado prácticamente al mismo tiempo que el Virreinato del Río de la Plata en agosto de 1776. "Cuando alboreó Mayo nos quedamos sin armada. Dejamos que todos los marinos se fueran a Montevideo". La consecuencia fue que desde Montevideo esas fuerzas dominaron el Río de la Plata y los ríos.
Por otra parte,  la junta de Buenos Aires también quiso imponer su superioridad sobre lo resuelto por el congreso celebrado en Asunción el 24 de julio de 1810 de no someterse a Buenos Aires. La orden de detención de buques que iban o venían de la provincia del Paraguay para ahogarla económicamente fracasó cuando el 30 de septiembre de 1810, la flotilla enviada por el gobernador Velasco recuperó sin oposición alguna los buques detenidos en Corrientes.
Por estas y otras razones la junta de Buenos Aires dispuso crear una flotilla para disputar el dominio de los ríos.

## Creación de la flota patriota
La Junta de Gobierno instalada en Buenos Aires confió al salteño Francisco de Gurruchaga, nombrado vocal de Marina, el encargo de poner en pie de guerra una escuadra naval. Con grandes esfuerzos, Gurruchaga adquirió a particulares cinco buques de distinto tipo, y equipó tres de ellos con artillería, que en su mayor parte había sido sacada de circulación por inservible, totalizando 33 cañones. Se trataba de una goleta, un bergantín y una balandra, que fueron bautizados, respectivamente, Invencible, 25 de Mayo y Americana.
El reclutamiento de la tripulación fue otro desafío, pues los habitantes de las pampas no estaban habituados a la vida marinera. La solución fue emplear a extranjeros que ni siquiera entendían el idioma castellano, aunque las guarniciones sí fueron levantadas con habitantes criollos.
El comando de la flotilla le fue dado al excorsario de origen maltés Juan Bautista Azopardo, nombrado teniente coronel de marina. Este marino había llegado al Río de la Plata a comienzos del siglo XIX, y participado durante las Invasiones Inglesas de 1806 y 1807 como corsario.

## La primera misión
A comienzos de 1811 la Junta se encontraba inmersa en varios conflictos armados. Uno de esos frentes estaba a cargo del ejército al mando de Manuel Belgrano, que había sido enviado a la Intendencia del Paraguay para someterla a su autoridad, y que —derrotado en la Batalla de Paraguarí— se encontraba a la defensiva sobre el río Tacuarí. La Junta decidió enviar una flotilla para atender el pedido de refuerzos que hizo Belgrano y al mismo tiempo neutralizar las naves paraguayas que controlaban el río Paraná entre los puertos de San Cosme y Damián y Candelaria. Encomendó a Azopardo hacerse cargo de esa misión
El maltés izó su bandera en la Invencible (4 cañones de a 12, 4 de a 8, 66 tripulantes), siendo su segundo al mando el español José Díaz Edroza. El francés Hipólito Bouchard fue puesto a cargo del bergantín 25 de Mayo (14 carronadas de a 12 en bandas, 2 cañones de 12 a proa y 2 de a 8 a popa, 108 tripulantes), llevando como segundo al español Manuel Suárez. Por último, la balandra Americana (cañón de a 6 giratorio y dos de a 3 en las bandas, 26 hombres) quedó a cargo del francés Ángel Hubac, y como segundo Juan Francisco Díaz Edroza.
La flotilla de Azopardo, con 200 hombres y armamento, salió del Puerto de Buenos Aires el 10 de febrero de 1811. Al pasar por la isla Martín García, Azopardo abrió su pliego de instrucciones, que le ordenaban, previa escala en el paraje Ana María, la boca del Colastiné arriba, en Santa Fe, seguir viaje a Corrientes con el objetivo de impedir el tráfico entre Montevideo y Paraguay; y, en especial, alcanzar y detener dos bergantines que viajaban hacia Asunción con un convoy que llevaba fusiles y municiones.
El artículo 7.º de las instrucciones dadas a Azopardo decía:

Encontrándose nuestras fuerzas navales con las ya indicadas de Montevideo, entraran precisamente en combate con ellas, y lo continuarán hasta hacerlas presa; procurando antes perecer que permitir que se les escapen, ó caer en sus manos prisioneras.

Se solicitó a los pueblos ribereños, desde San Pedro hacia el norte, la provisión de caballos para sirgar las naves en caso de poco viento.
Las autoridades de Montevideo estaban enteradas de estos planes y destacaron una flotilla para interceptar a los revolucionarios. La misión fue confiada al hábil marino Jacinto Romarate, quien zarpó de Montevideo —tan solo un día después que la escuadrilla criolla— al frente de los bergantines Belén (14 cañones, teniente de fragata José María Robión) y Cisne (12 cañones, teniente de fragata Manuel de Clemente y Miró) y los faluchos Fama (1 cañón, comandante Joaquín Tosquilla) y San Martín (1 cañón, alférez de navío José Aldana). Poco después, la flotilla incorporó un lanchón y dos balandras. Tenía menos cañones que su oponente pero la superaba en barcos y tripulantes.
El 20 de febrero la Junta tuvo noticias de que la flotilla de Montevideo había entrado en el canal rumbo al Paraná y lo notificó de inmediato a Azopardo. Con suave viento del norte, ambas escuadras avanzaban lentamente. El artículo segundo de las Instrucciones decía: "Para que en los pueblos que se hallan en la costa no duden [que son] buques de Buenos Aires, ondearán bandera inglesa al palo trinquete y la española en el pico de la mayor; y la balandra, bandera española únicamente. Con estas insignias, el 22 de febrero, la escuadrilla pasó frente a San Pedro.
El 26 de febrero, diez millas aguas arriba de San Nicolás de los Arroyos, Azopardo tuvo noticias de que Romarate había pasado ya frente a San Pedro y decidió presentar combate en la estrechez de San Nicolás debido a la isla ubicada frente al pueblo. Navegó aguas abajo, y en la tarde ancló a un cuarto de legua al sur del poblado, los dos buques menores recostados sobre la ribera y el 25 de Mayo al frente. El 27 de febrero el jefe patriota encomendó a Hubac montar dos baterías en la costa, a diez cuadras del pueblo, con cañones del Invencible y del 25 de Mayo, algunos marineros y 50 milicianos de San Nicolás para su defensa.
En las últimas horas de ese día, Romarate arribó a la isla del Tonelero, cuatro leguas río abajo, y amarró para pasar la noche. Lo acompañaban dos naves mercantes.

## El combate de San Nicolás

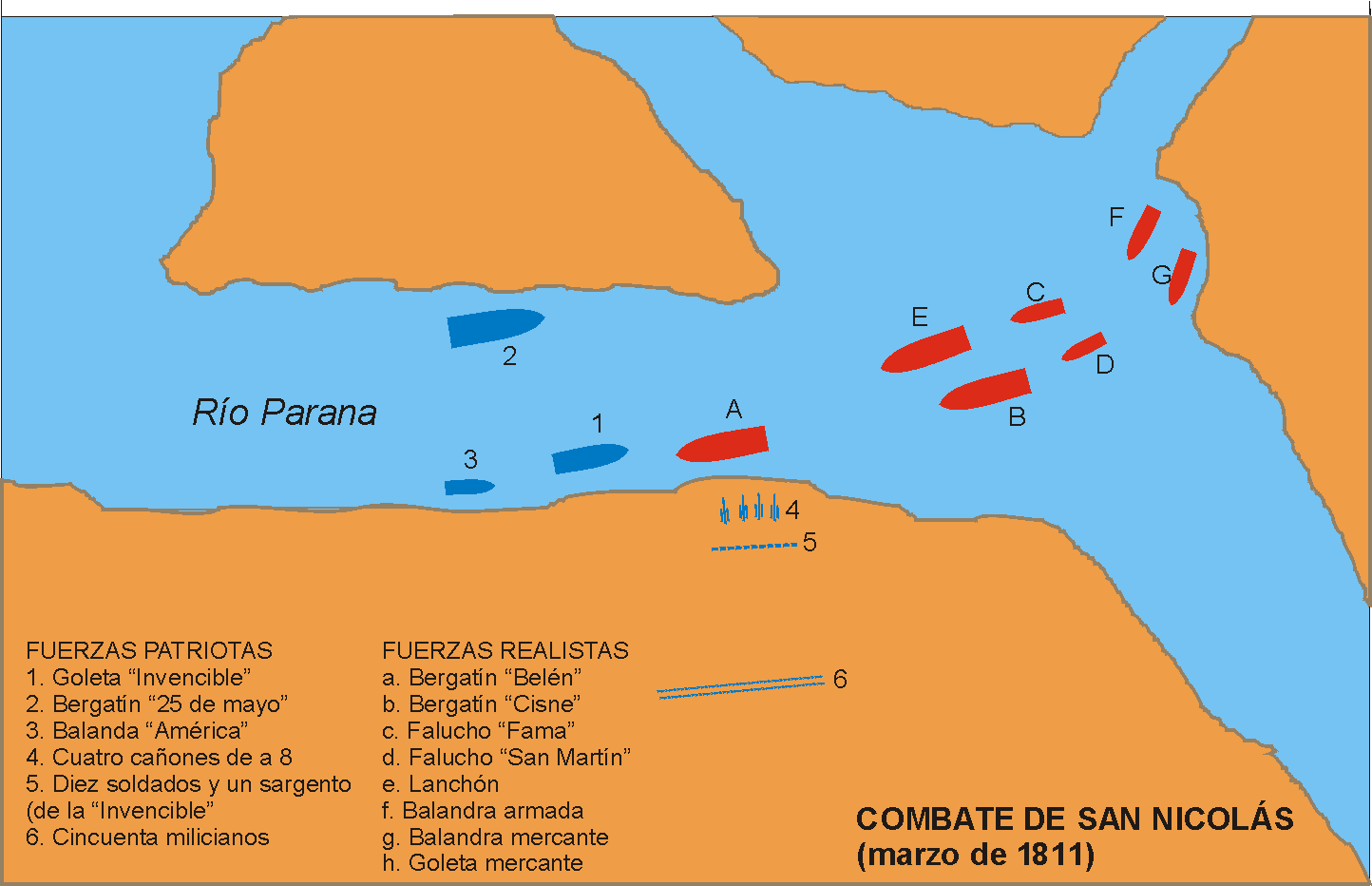
Croquis del combate de San Nicolás, según un boceto dibujado por el propio Azopardo.

El 28 de febrero la escuadrilla patriota divisó en la punta de la isla a la enemiga, que empezó a remontar el río para tomar posiciones. Ambas escuadras afirmaron estandarte —ambas usaban el mismo— y Romarate envió un parlamentario para intimar la rendición, pero Azopardo se negó a recibirlo. No hubo sin embargo más combate que el fuego infructuoso de los patriotas sobre una lancha con la que Romarate efectuaba un reconocimiento aprovechando la noche. En la medianoche del 1 de marzo un violento pampero (viento del S.O.) arrastró el ancla de la  Invencible y rompió las amarras de la 25 de Mayo.
El 2 de marzo el viento había rotado al sur favoreciendo a Romarate, que quedaba a barlovento. Azopardo izó a tope la bandera roja de guerra a muerte y ordenó a sus buques no abrir fuego hasta que lo hiciera la capitana, y a la batería —reforzada con 36 milicianos de Rosario destacados por el capitán Gregorio Cardozo— mantenerse oculta y sin abrir fuego hasta nueva orden.
A las 9:00 los cuatro principales buques realistas se aproximaron y a 200 metros de la barranca abrieron fuego. Pese a sus órdenes, el 25 de Mayo respondió, al igual que la batería que reveló así su posición. Al intentar maniobrar lejos de la batería, los bergantines  realistas Belén y Cisne quedaron varados sobre el banco de la isla. Mientras continuaba el intercambio de fuego de artillería, Bouchard pasó a la capitana para proponer atacar a las naves varadas, pero Azopardo lo descartó en razón de las dificultades que plantearía maniobrar en el estrecho canal con los vientos reinantes y ante la indecisión de sus oficiales. El Belén zafó rápidamente pero el Cisne sólo pudo hacerlo dos horas después, con cuatro impactos en la batería, consiguiendo retirarse al noroeste de la isla. En la acción inicial, el Fama había perdido su único cañón, por lo que su tripulación fue distribuida en los buques restantes.
En la tarde los realistas intentaron un nuevo ataque. El Belén, en vanguardia, avanzó sobre la Invencible, mientras que el Cisne, con Romarate a bordo, hacía lo propio sobre la 25 de Mayo. La Invencible recibió de pleno una descarga de su atacante, lo que causó numerosas bajas y un conato de huida que Azopardo consiguió frenar arma en mano. Por su parte, Romarate lanzó al Cisne al abordaje del 25 de Mayo y ante la inminencia de la lucha los inexpertos tripulantes fueron presa del pánico y pese a los intentos de Bouchard por impedirlo abandonaron el buque arrojándose al agua, huyendo finalmente su comandante.
La América recibió varios impactos que le abrieron un rumbo en la proa y provocaron que comenzara a inundarse la bodega, por lo cual fue abandonada por su tripulación.
Los navíos realistas se acercaron a la Invencible, que tras sólo media hora de fuego, luchaba sola, con daños en la arboladura y 41 tripulantes muertos o heridos. Abordada por una lancha del Cisne, Azopardo y 8 tripulantes ilesos mantuvieron la resistencia por cerca de dos horas hasta que la situación se hizo insostenible. Azopardo disparó a quemarropa sus dos pistolas para volar la santabárbara, pero el fuego no se extendió y sólo consiguió sufrir quemaduras menores. Cuando insistió en su empeño, los heridos le suplicaron que no lo hiciera, de modo que accedió a rendirse ante Robión.
Tras apoderarse de las naves, al anochecer Romarate desembarcó 50 hombres que desmontaron los cañones de la improvisada batería y recorrieron el pueblo sin causar daños. Tres buques continuaron río arriba, desembarcaron el 10 de marzo brevemente en Rosario y siguieron hasta Santa Fe, regresando luego a Colonia.

## Consecuencias
La derrota ocasionó la destrucción de la fuerza naval patriota y el dominio de los ríos (el Plata, el Paraná y el Uruguay) por parte de la flota realista de Montevideo; situación que se modificaría recién en 1813 con la creación de una nueva escuadra y los triunfos que con ella obtuvo el irlandés William Brown. En lo inmediato, significó que los refuerzos requeridos por el general Belgrano no llegaron a su destino. Pocos días después del Combate de San Nicolás, el ejército de Belgrano fue atacado y derrotado en la Batalla de Tacuarí (9 de marzo de 1811).
Las principales bajas patriotas fueron los 41 hombres del Invencible. Además de Azopardo, fueron tomados 62 prisioneros, algunos de los cuales fueron rápidamente agregados a las fuerzas terrestres de Montevideo. Los realistas sufrieron también importantes pérdidas, entre ellas 12 muertos y 16 heridos en el Belén.
Azopardo fue llevado a España y recluido en Ceuta. El gobierno revolucionario de Buenos Aires, pese a esto, le inició un proceso en ausencia para dictaminar su responsabilidad en la derrota. El informe reconoció la valentía desplegada por Azopardo, pero concluyó que había demostrado impericia en su comando y que había permitido la indisciplina de su tripulación. La sentencia dictada fue la inhabilitación a perpetuidad para mandar en las fuerzas armadas, estableciéndose que sólo podía servir como subordinado.
Azopardo no pudo cumplir esta sentencia pero en España enfrentó juicios por adherirse a la causa revolucionaria; fue condenado a muerte tres veces, e indultado otras tantas. Finalmente, en 1820, el movimiento liberal constitucionalista español encabezado por el general Rafael de Riego lo puso en libertad, permitiéndole regresar a América. Al año siguiente, olvidada la sentencia de inhabilitación, Buenos Aires integró nuevamente a Azopardo a las filas de la marina.
La Junta comunicó al pueblo la derrota con una proclama el 4 de marzo de 1811, restándole importancia:

Si un ligero revés de la fortuna nos arrojase en el abatimiento, les decia Cesar á sus soldados, esto seria no conocer sus favores. Lo mismo os decimos á vosotros. Nueve meses de triunfos nada deben á unos frágiles barcos que tuvimos abandonados en total inaccion: con ellos nada hicimos; sin ellos llegaremos á coronarnos, teniendo la gloria de quitar eso mas al enemigo.